# Yari Tanto
Der Yari Tanto ist ein Dolch aus Japan, der als Panzerstecher benutzt wurde.

## Beschreibung
Der Yari Tanto besteht aus der Klinge einer japanischen Yari-Lanze. Meist wird die Klingenform Sasaho-Gata benutzt. Der Stahl der Yari-Klingen ist in den meisten Fällen ebenso vorzüglich gearbeitet wie der Stahl, der zur Herstellung der Schwerter (Katana, Wakizashi, Tachi) benutzt wird. Die Klingen sind in der Regel mit einer Hamon in verschiedenen Arten ausgestattet und sind daher ebenso wie die Schwerter und Dolche differenzial gehärtet. Die Montierung erfolgt in der gleichen Weise wie bei einem Tantō. Die Montierung besteht aus einer Scheide (Saya), Heft (Tsuka), Griffkappe (Kashira), Unterlegscheiben (Seppa), sowie Einlagen aus Metall unter der Griffwicklung (Menuki). Die Saya ist meist auch mit einer Öse (Kurigata) zur Befestigung des Schwertbandes (Sageo) versehen. Die Befestigung im Heft geschieht, wie auch bei anderen Tantos oder Schwerten, mit einer Bohrung (Mekugi-ana) in der Klingenangel (Nakago) und eines Bambusstiftes (Mekugi). Die Nakago ist auch oft mit der Signatur des herstellenden Meisters (Mei) versehen. In der Scheide sind oft ein Beimesser (Kogatana oder Kozuka), eine Schwertnadel (Kogai) oder auch metallene Essstäbchen  angebracht. Der Yari Tanto wurde von den Samurai als Panzerstecher benutzt. Durch die schmale, stabile Klinge war es möglich durch die Rüstungsfugen hindurchzustechen.